# Valentino Pittoni
Valentino Pittoni (Brazzano, 28 maggio 1872 – Vienna, 11 aprile 1933) è stato un politico italiano; fu una figura chiave del socialismo e del movimento operaio triestino e dell'antifascismo nei primi decenni del novecento.

## Biografia
Nacque da Giovanni, un rappresentante commerciale e da Caterina Angeli, in località Brazzano, una frazione di Cormons che a quel tempo faceva ancora parte dell'impero austro-ungarico. Compiuta l'istruzione primaria si spostò a Trieste per frequentare l'corsi dell'"Accademia di commercio", terminati i quali si pose a lavorare col padre. Nutrendo sentimenti italico patriottici, frequentò la "Società operaia" di Trieste, le cui attività erano ispirate a ideali mazziniani e garibaldini. Entrò in contatto con Carlo Ucekar, il pioniere del socialismo triestino e con Victor Adler, già fondatore della socialdemocrazia austriaca, i quali lo convinsero ad aderire al "partito socialista".

Nel 1901 sposò Caterina Zebochin dalla quale ebbe cinque figli. All'inizio dell'anno seguente fu nominato segretario del partito e dopo la morte di Ucekar avvenuta in maggio, si affermò come capo indiscusso del socialismo triestino al quale dedicò un impegno a tempo pieno. Politico scrupoloso, preparato e capace, fu una valida guida del movimento operaio triestino, collaborando e seguendo l'esempio di Victor Adler assieme al quale si adoprò per rafforzare l'organizzazione della classe operaia. Conseguentemente fu molto attivo sia nel campo politico che in quello sindacale, due realtà che, secondo la sua idea, dovevano procedere strettamente affiancate.

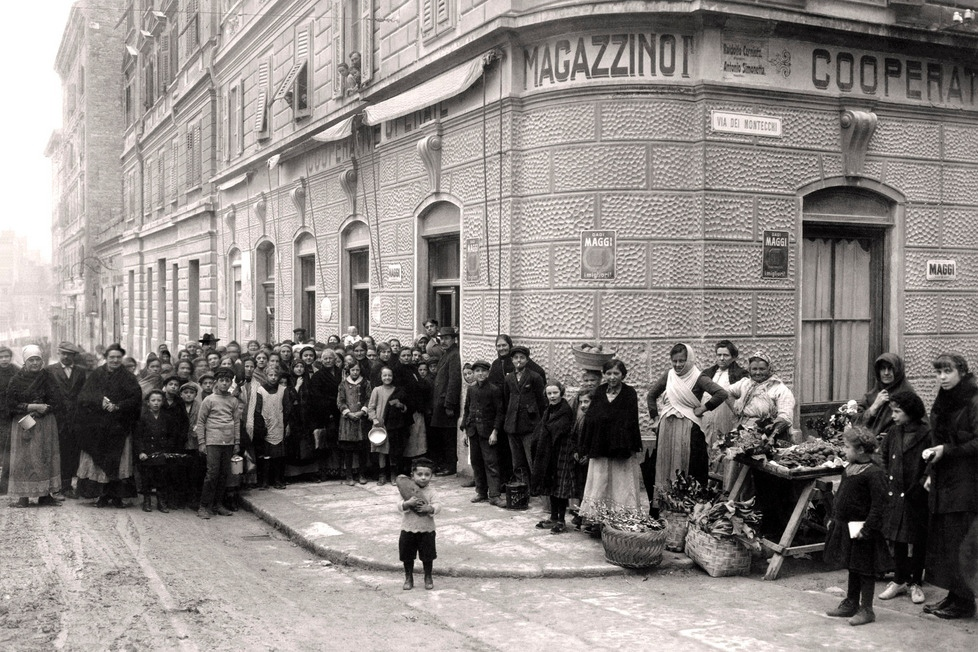
’’’Primo spaccio delle Cooperative Operaie di Trieste aperto a San Giacomo nel 1903’’’

Appoggiò e sostenne la nascita delle cooperative operaie, anche mediante concrete iniziative personali. Nel dicembre del 1903 Infatti apri egli stesso il primo spaccio cooperativo nel Rione San Giacomo di Trieste, acquisì una tipografia per stampare il giornale socialista di Trieste Il Lavoratore, fornì il movimento di una sede a disposizione delle organizzazioni politiche e sindacali e, segnatamente, riaffermò l’importanza dell’opera di educazione dei lavoratori compiuta in particolare tramite l'attività del "Circolo di Studi Sociali".
Pittoni si distinse per la sua decisa opposizione all’emergere dei vari nazionalismi come pure alle tesi irredentistiche della sua epoca, avendo ferma convinzione che il legame tra la funzione economica di Trieste e la continuità con il retroterra austro-ungarico fosse indissolubile. Infatti egli fu, tra i socialisti italiani in Austria, il principale sostenitore di quella parte della socialdemocrazia austriaca che ipotizzava una palingenesi dell’Impero sulla base del principio dell'autonomia delle nazioni.
 Nel febbraio 1911 a Trieste fu concordato un incontro preliminare tra socialisti italiani e austriaci che purtroppo non approdò, come auspicato, alla convocazione di un nuovo convegno internazionale, ma servì al Pittoni per dare ulteriore testimonianza della sua attività contro i conflitti nazionalistici e contro ogni tendenza bellicista. Egli si impegnò inoltre nella campagna a favore del suffragio universale e contribuì al successo elettorale dei socialisti nel voto del maggio del 1907, nel quale fu eletto deputato al parlamento di Vienna, ed anche in quello municipale del giugno del 1909, che sancì il suo ingresso nel Consiglio comunale di Trieste.

Lo scoppio della seconda guerra mondiale nel 1914 e, soprattutto, l’ingresso dell’Italia nel conflitto l'anno seguente, videro il crollo dei suoi ideali politici e per lui iniziò un periodo di amarezze e dolori che influirono anche nella sua vita personale. La sua opposizione alla guerra lo isolò dal partito austriaco, in un contesto segnato dalla limitazione delle libertà imposta dalle autorità fin dalla primavera del 1914, quando fu sospesa l’attività del Parlamento. Fu richiamato nell’esercito per qualche mese poi, alla fine del 1916, riprese l’attività politica con uno scritto di saluto inviato a Friedrich Adler, incarcerato per aver ucciso, il 21 ottobre 1916 il primo ministro Karl von Stürgkh; un gesto estremo che era divenuto il simbolo della protesta contro la guerra e contro l’assolutismo imperiale.
 Alla metà del 1917 il Parlamento austriaco riaprì ed egli tornò a sperare negli ideali del programma socialdemocratico austriaco poi, vistane l'inutilità ripiegò sull'ipotesi di uno stato indipendente, comprendente Trieste e i territori del litorale limitrofo a prevalenza italiana, in modo da garantire alla città il ristabilimento, in libertà, degli indispensabili rapporti economici con il proprio retroterra.
Ma gli eventi procedettero tuttavia in una direzione diversa e il passaggio di Trieste all’amministrazione italiana segnò una svolta imprevista nella storia della città.
Pittoni riprese bensì la propria attività all’interno del partito triestino secondo gli schemi del passato, ma dopo qualche mese dovette arrendersi a un mondo interamente trasformato, nel quale si sentiva sempre più un estraneo: nell’aprile del 1919 fu messo in minoranza dalla nuova ala massimalista del partito triestino, che ne assunse la guida politica e, dopo il congresso di Bologna del Partito socialista italiano, dell’ottobre 1919, abbandonò definitivamente anche la direzione del giornale Il Lavoratore. 
Nel 1920 si risolse a lasciare l'amata Trieste per trasferirsi a Milano, dove gli fu offerto un incarico di rilievo nell’ambito delle cooperative; l’anno seguente entrò a far parte del comitato centrale dell’Alleanza Cooperativa Internazionale.
In seguito all’avvento del fascismo anche Pittoni, come molti altri socialisti, scelse la dura via dell’emigrazione. Come sua meta scelse la città di Vienna, quasi a voler ritrovare i riferimenti perduti di un tempo. I dirigenti socialdemocratici austriaci, memori delle sue capacità e dei suoi contributi al partito, nel novembre del 1924, lo nominarono direttore amministrativo del quotidiano "Arbeiter-Zeitung", il giornale dei lavoratori austriaci, ed anche responsabile della tipografia, con l’incarico di rimettere ordine alle finanze dissestate. A Vienna Pittoni non mancò di prestare aiuto all’emigrazione antifascista italiana, rimanendo tra l'altro in contatto con Filippo Turati anch'egli in esilio a Parigi.
 Afflitto da problemi di salute insorti fin dai tempi della guerra mondiale, Pittoni morì a Vienna l’11 aprile 1933, quando anche per la socialdemocrazia austriaca andavano maturando i tempi più bui della sua storia.

### Annotazioni
1. ↑  tra cui la figlia Bianca che, in certo modo, seguirà le sue orme.
2. ↑  Il quale aveva frattanto trovato nella figlia di Pittoni, Bianca, la propria fida segretaria e amorevole assistente.

### Fonti
1. 1 2 3 4 5 6 7 8 9 10 11 12   Andrea Gobet, Valentino Pittoni, in Dizionario biografico degli italiani, vol. 84, Roma, Istituto dell'Enciclopedia Italiana, 2013. URL consultato il 27.2.24.